# ドリトル先生と緑のカナリア
『ドリトル先生と緑のカナリア』（ドリトルせんせいとみどりのカナリア、Doctor Dolittle and the Green Canary）は、アメリカ合衆国で活動したイギリス出身の小説家、ヒュー・ロフティング（1886年 - 1947年）による児童文学作品。1950年刊。

## 概要
ドリトル先生シリーズの第11作。ロフティングが亡くなった翌年の1948年に遺作となった第10作『秘密の湖』が刊行されたが、本作は『秘密の湖』の刊行後に絶筆となった原稿を、ジョセフィン夫人とその妹でヒューの生前より本作の執筆に資料収集などの面で協力し義兄よりその文才を高く評価されていたオルガ・フリッカー（本書ではオルガ・マイクル名義）が姉妹で整理に当たり、オルガの補作で完成したものであることが巻頭で夫人の筆により述べられている。
時系列上は第1部と第2部が第6作『キャラバン』と並行し、第3部が『キャラバン』の後日談に当たる。第1部と第2部では『キャラバン』の第1部でも語られた「雌のカナリアは鳴かない」という世間の思い込みを「旧世代の陋習」と切って捨てるディーヴァ・ピピネラ（Pipinella）の半生がピピネラ自身の口述によって『キャラバン』の時よりも詳しく語られ、第3部は『キャラバン』の終盤では詳述されなかったドリトル・サーカスの解散後を補完するエピソードとなっている。

## あらすじ
ドリトル先生がサーカスを率いていた頃、先生はロンドン公演を間近に控えて目玉となる出し物のアイデアに苦慮していた。会場の下見でロンドン郊外のグリーンヒースを訪れた先生は、あるペットショップで1羽のカナリアが美しい歌声で鳴いているのを耳にする。ペットショップの苦手な先生は副団長のマシュー・マグにそのカナリアを買って来させ、そのカナリア──ピピネラが一般には雄と違って鳴かないと思われていた雌であったことに驚いた。サーカス団の箱馬車（キャラバン）の中で先生やドリトル家の動物たちと対面したピピネラは先生が自分を買い取ってペットショップの不衛生な環境から救い出してくれたことに礼を述べると、自分の半生について語り始めた──。
ハルツ山種のカナリアを父に、カワラヒワを母に持つピピネラは6羽の雛の長女、3羽の兄と2羽の妹という家庭に生まれた。「雌のカナリアは鳴いてはいけない」と言うしきたりを墨守し、娘達にも歌わぬよう強制する両親に反発したピピネラはひっそりと歌の練習を続け、やがて七海亭という宿屋の主人に引き取られて厩舎で飼われることになる。ピピネラは宿に乗合馬車が来るたびに自ら作曲した「女中さん出てください、馬車が来ましたよ」を歌い、自身は宿に出入りする御者の1人でいつも角砂糖をくれるジャックがお気に入りで、ジャックの為に陽気なメロディの「馬具ジャグジャグ」を作曲した。ところがある日、宿を訪れた侯爵が夫人のマージョリーへのプレゼントにするため、ピピネラを買い取ってしまう。
その頃は産業革命のまっただ中で、侯爵が所有する工場でも新しく開発された機械が次々に導入されて作業効率が向上する反面、余剰となった労働者が解雇を言い渡されることへの不満が日増しに高まり、各地でストライキや暴動が起きていた。マージョリーは夫が労働者の待遇を顧みないことに心を痛めており、ピピネラは新しい飼い主を励まそうと歌い続けるが遂に暴徒と化した労働者が侯爵の城を襲撃し、略奪を重ねた末に城へ火を放ってしまう。マージョリーは尖塔に取り残されたピピネラの籠を持ち出そうとするが、火の手が激しくなりもはや絶体絶命かと思われた矢先、暴徒を鎮圧する為に派遣されたフュージリア連隊の老軍曹が取り残されたピピネラの籠を発見して火の中から救い出す。連隊のマスコットとして飼われることになったピピネラは行進曲「私は小さいマスコット、羽のあるフュージリアの兵隊さん」を作曲し、フュージリア連隊はその後も労働者の反乱鎮圧で各地を転進する。しかし、兵士たちの多くは暴動を起こしている労働者と同様に庶民の出身で労働者の境遇に同情を寄せていた為、ある町で遂に暴動の鎮圧に失敗しピピネラの籠は荷車ごと戦利品として労働者の手に渡ってしまう。
暴動に参加した何人かがくじを引いて戦利品の配分を決め、ピピネラの新たな飼い主となった男は兄から仕事を世話してもらい、炭鉱で働くようになった。この炭鉱でピピネラの籠は毒ガス検知の為に坑道の奥深くへ運ばれ、実際に何度か危険な目に遭いこんな生活から1日でも早く訣別したいと思っていた矢先に、炭鉱を見学しに来たおせっかい焼きのロージーおばさんがピピネラを12ギニーで引き取った。
ウィンドルミアの町にあるロージーおばさんの家でピピネラは最初の夫・ツインクに引き合わされ、5羽のヒナをかえすがツインクはピピネラ以上の美声の持ち主である半面、夫としては頼りない性格であった。やがて、ロージーおばさんが飼う鳥の数が増えて来るとヒナたちは方々へ引き取られ、ピピネラとツインクは別の籠で飼われるようになる。ピピネラは町中の家を回って窓をふいて回る窓ふき屋の男が気に入り、窓ふき屋が来るたびに歌ったり水桶をわざと引っ繰り返して窓を汚したりしながら気を引いた結果、窓ふき屋は遂にロージーおばさんからピピネラを引き取りたいと申し出る。窓ふき屋は町外れの古びた風車小屋に住んでいて、いつも何かの原稿を書いていた。ピピネラはこの生活にとても満足していたが、ある日の晩に窓ふき屋が風車小屋の外へピピネラの籠を架けたまま帰って来なくなってしまう。ピピネラの籠は夜更けの嵐で吹き飛ばされ、ピピネラは自由の身となるが籠の中で生まれ育ったピピネラは野鳥のように飛ぶことが出来ず、しばらくは風車小屋の周辺で猫や鷹の襲撃におびえながら餌を探しつつ空を飛ぶ練習を重ねた。
ようやく飛行が形になって来た頃、ピピネラは雄のカワラヒワ・ニッピーと出会う。ニッピーはピピネラの母方がカワラヒワであることを知って野鳥として生きる為の術を色々と教えてくれ、ピピネラは次第にニッピーを深く愛するようになった。「カワラヒワの愛の歌」を作曲したのはこの頃である。しかし、ニッピーに連れられて行った森で別の雌鳥に引き合わされたことでピピネラは破局を悟り、ニッピーの元を離れてどこか遠くへ行ってしまいたいと考えるようになる。そして無謀にも南の海へ向かって羽ばたき、気が遠くなるような海の旅を終えてようやくエボニー島と呼ばれる島へたどり着いた。数日後、ピピネラはエボニー島の近くにある小島で窓ふき屋がいつも使っていた雑巾が棒にくくり付けられて旗印になっているのを発見するが、窓ふき屋は既にその場所にはいないようだった。思わぬ所でかつての飼い主の手掛かりを発見したピピネラはあの風車小屋へ帰って窓ふき屋が戻って来るまで待とうと決意し、再び北へ飛び立つが猛烈な嵐に遭い、とある客船の船員に保護される。ピピネラは船内の理容所で飼われることになり、そこで「とぎ皮二重唱」を作曲した。数日後、いかだに乗って漂流している所を客船に保護された男性が理容所で散髪してひげを剃り落としたところ、その男性はピピネラがあれほど探し求めていた窓ふき屋であった。ピピネラが窓ふき屋の知っている歌を口ずさんだり窓ふき屋に仕込まれた芸を披露したりと必死にアピールした結果、ピピネラは再び元の飼い主である窓ふき屋に引き渡されることになりようやく懐かしの風車小屋にたどり着く。ピピネラが窓ふき屋と共に暮らせることを喜んだのも束の間、窓ふき屋が目を離した隙にピピネラの入った籠はホームレスの男に持ち去られ、ウィンドルミアから遠く離れたグリーンヒースのペットショップに売られてしまう。そこで売り物になっている他の鳥から世界でただ1人の、動物の言葉が話せる偉大な医師・ドリトル先生の話を初めて聞かされたピピネラは奇遇にもそのドリトル先生に買い取られ、サーカスの一員となったのであった。
ピピネラの波瀾万丈な半生にすっかり感心させられた先生はロンドン興行の目玉としてピピネラ自身を主演とする「カナリア・オペラ」を思い立ち、このオペラは好評の内に閉幕するが、サーカス団の解散後はピピネラと出会った当初に約束した通り、先生の家があるパドルビーへ帰る前にピピネラの元の飼い主である窓ふき屋の行方を捜すことになった。先生はまず、ピピネラと犬のジップを連れてウィンドルミアを訪れる。そこで風車小屋を訪れた後、ロージーおばさんを訪ねてそこで飼われていたオウムから窓ふき屋がロンドンへ行ったらしいとの情報を得る。先生は早速、スズメのチープサイドに窓ふき屋の特徴を伝えて捜索を依頼し、翌日にはそれらしき男性が貧民病院に収容されているとの情報がもたらされた。
先生が窓ふき屋を訪ねると、窓ふき屋は風車小屋に隠した原稿が何者かに奪われたことで気が動転しており、先生に対しても強い警戒心を抱いていたがピピネラの会話を先生が通訳すると警戒心を解き、原稿を取り戻すのに協力して欲しいと申し出る。そして窓ふき屋は自分がローボロー公爵であり、弟に爵位を譲りジャーナリストとなった事も明かす。先生は退院し“ステファン”という仮名を名乗ることにした窓ふき屋を連れて再びウィンドルミアの風車小屋を訪れるが、風車小屋にはステファンの原稿を狙っていた一団とは別の男が住み着いており、ステファンが原稿を取り返しに来たことを知ると急いで逃亡する。翌朝、先生は馬車を待つロージーおばさんと再会するが、原稿を盗んだ男がロンドン行きの馬車を──御者のジャックに拳銃を突きつけて乗っ取っていた為に馬車は待合所に止まらず走り去ってしまった。ジップが集めた地元の犬たちが男に飛びかかって馬車から引きずりおろし、ジャックは難を逃れ原稿は無事にステファンの手に戻って来る。ジャックはお礼に馬車を貸し切りにして先生たちをパドルビーまで送ると申し出て、先生はようやく懐かしの我が家への帰途に着くのであった。

## 日本語訳
長らく岩波書店版のみが刊行されていたが、2015年8月に角川つばさ文庫より新訳版が刊行された。
- ヒュー・ロフティング、訳：井伏鱒二『ドリトル先生と緑のカナリア』 岩波書店
  - 愛蔵版〈ドリトル先生物語全集〉第11巻 1961年12月13日初版 ISBN 978-4-001-15011-7
  - 岩波少年文庫 1979年10月23日初版、2000年改版 ISBN 978-4-001-14032-3
- 『新訳 ドリトル先生と緑のカナリア』（角川つばさ文庫 編集・発行：アスキー・メディアワークス）

訳：河合祥一郎 画：patty 2015年8月15日初版 ISBN 978-4-04-631532-8